# Carl Eichhorn (Pfarrer, 1855)
Carl Samuel Maximilian Eichhorn (* 5. Juli 1855 in Durlach; † 22. Januar 1934 in Hahnhof) war ein deutscher evangelischer Pfarrer und Führer der Gemeinschaftsbewegung in Bayern.

## Leben
Carl Eichhorn jun. war der Sohn des badischen Pfarrers Carl Eichhorn, der aufgrund seiner streng lutherischen Haltung 1850 aus der unierten badischen Landeskirche ausgetreten war. Im Alter von 12 Jahren zog Carl jun. mit Eltern und Schwester nach Korbach im Fürstentum Waldeck, wohin sein Vater einen Ruf als Pfarrer angenommen hatte.
Eichhorn studierte Theologie in Erlangen und Leipzig. Im Studium wurde er vor allem von Johann von Hofmann geprägt. Nach der Studienzeit war er zwei Jahre lang Hauslehrer im gräflichen Schloss zu Castell. Von 1880 bis 1881 war er Hilfsprediger in den separierten lutherischen Gemeinden in Pyrmont und Elberfeld, danach theologischer Lehrer am Missionshaus in Leipzig. Im Anschluss daran verfasste er seine Doktorarbeit mit dem philosophischen Thema „Die Persönlichkeit Gottes. Eine religionsphilosophische Untersuchung“.

## Tätigkeit als Pfarrer
1883 legte Eichhorn die theologische Anstellungsprüfung ab und wurde im selben Jahr als bayerischer Pfarrer ordiniert. Danach war er als Vikar und Pfarramtsverweser in Bayreuth, Kissingen, Marktsteft und Altenschönbach tätig. Zum 1. Oktober 1884 wurde ihm die Pfarrstelle in Abtswind verliehen. 1893 wurde er nach Ansbach berufen, wo er zunächst 3. Pfarrer an der St. Gumbertuskirche wurde. 1899 übernahm er die 2. Pfarrstelle und 1902 wechselte er zur 3. Pfarrstelle in der St. Johannisgemeinde. Dort verblieb er bis zum Eintritt in den Ruhestand 1923.
Anschließend wurde Eichhorn Leiter des Bibelheims „Flensungerhof“ in Mücke/Hessen. 1926 übernahm er die geistliche Betreuung im Erholungsheim „Hahnhof“ bei Altdorf in Bayern. Dort starb er am 22. Januar 1934; bestattet wurde er im nahen Rummelsberg.

## Führer der Gemeinschaftsbewegung in Bayern
Eichhorn war der Mitbegründer der Gemeinschaftsbewegung in Bayern. Als er 1893 nach Ansbach kam, übernahm er die Betreuung des von seinem Vorgänger Ferdinand Herbst ins Leben gerufenen Gemeinschaftskreises. Im Laufe der folgenden Jahre gelangte er in der bayerischen Gemeinschaftsbewegung in eine führende Position. Dass die bayerische Kirchenleitung 1906 die bis dahin ohne rechtliche Grundlage bestehenden landeskirchlichen Gemeinschaften zu kirchlichen Einrichtungen erklärte und damit legalisierte, war maßgeblich seinem Einsatz zu verdanken. Ebenfalls 1906 wurde unter seiner Führung der „Brüderrat der bayerischen Gemeinschaften“ gebildet. Dieser war der Vorläufer des Ansbacher Gemeinschaftsverbands. Eichhorn war lange Zeit Vorsitzender dieses Verbands, bis er dieses Amt 1920 niederlegte. Zeitweise fungierte er zusätzlich als Vorsitzender des Nürnberger Gemeinschaftskreises.

## Privates
Eichhorn war seit 1896 verheiratet mit Franziska (Fanny) Meyer, einer Tochter des Präsidenten des Oberkonsistoriums in München, Matthias Meyer. Er hatte sie bereits 1883 kennengelernt, aber da Oberkonsistorialrat Meyer der Verbindung ablehnend gegenüberstand, musste er dreizehn Jahre auf die Heirat warten.

## Schriften (Auswahl)
- Die Persönlichkeit Gottes. Eine Religionsphilosophische Untersuchung, Leipzig 1883.
- Der göttliche Liebesplan nach der Heiligen Schrift. 20 Betrachtungen, Stuttgart 1899.
- mit Heinrich Frick, Hermann Knodt, u. a.: Vom neuen Willen zur Kirche. Ein Sammelheft, hg. von Paul Schorlemmer, Gießen 1924.
- Die letzten Dinge. Eine Auseinandersetzung mit Herrn Professor D. Althaus, Gießen 1927.
- Das Werk Gottes an der Seele. Tägliche Andachten, Gießen ²1928.